# Siergiej Jastrżembski
Siergiej Władimirowicz Jastrżembski (Jastrzębski), ros. Сергей Владимирович Ястржембский (ur. 4 grudnia 1953 w Moskwie) – rosyjski dyplomata.

## Życiorys
Pochodzi z rodziny o polskich korzeniach, do czego się przyznaje. Ukończył Moskiewski Państwowy Instytut Stosunków Międzynarodowych (1976), doktoryzował się z historii. W latach 1979–1981 pracował w Akademii Nauk Społecznych przy KC KPZR, od 1981 do 1989 roku pracował dla pisma „Problemy mira i socjalizma”. W latach 1989–1990 był pracownikiem wydziału międzynarodowego KC KPZR, następnie do 1992 roku znowu pracował jako dziennikarz w kilku redakcjach.
W latach 1992–1993 pracował w rosyjskim MSZ, by następnie do 1996 roku sprawować funkcję ambasadora na Słowacji. W latach 1996–1998 pracował w administracji prezydenckiej, potem do 2000 roku – miejskiej moskiewskiej.
Od 2000 roku doradca Prezydenta Federacji Rosyjskiej, od 2004 roku dodatkowo w randze specjalnego przedstawiciela ds. kontaktów z Unią Europejską.

## Odznaczenia
Kawaler orderów i posiadacz medali kilku państw, w tym francuskiej Legii Honorowej V klasy (2007), słowackiego Orderu Podwójnego Białego Krzyża II klasy (1996), Orderu Zasługi Republiki Włoskiej (komandor, 2011), rosyjskiego Orderu „Za zasługi dla Ojczyzny” IV klasy (2006).